# Jezero Svete Ane
Jezero Svete Ane (romunsko Lacul Sfânta Ana) je kratersko slano jezero na Sedmograškem (severovzhodna Romunija, vzhodni Karpati).

## Opis
Jezero je nastalo v ugaslem vulkanskem kraterju planine Ciomat, okraj Harghita, blizu znanega planinskega letovišča Băile Tușnad in spada v naravni rezervat Mohoș; obsega tudi še en krater s šotnim močvirjem Mohoș. Do jezera je mogoče priti po cesti iz vasi Bixad. 
Površina jezera obsega 220 tisoč m² ter ima približno okroglo obliko. Korito jezera, krater nekdanjega ognjenika, je lijakaste oblike. Voda vsebuje malo količino planktona in soli (32 mg/l). Jezero ima temen videz zaradi rjavo-črnega blata na dnu.
Porečje jezera je majhno in sploh ni vključeno v krajevno vodno omrežje. Glavni izvor njegove vode so padavine, pravega odtoka pa ni. Voda odteka le skozi porozna tla vulkana.
Letna količina padavin ob jezeru znaša 600–700 mm. Z obronkov priteka še 1000–1500 mm, a izhlapeva okoli 500 mm. Po teh podatkih bi se vodna gladina morala dvigati letno za 0,5 mm, a se zaradi podzemskega odtekanja vendar niža. Največja globina je bila 1867 12 metrov, 1907 8,5 metrov, sedaj pa znaša le še 7 metrov. V koritu se nabira tudi blato in vodno rastlinstvo, od česar je jezero črno-rjave barve. Če se bo to nadaljevalo, bo jezero Svete Ane delilo usodo nekdanjega jezera Mohoș; če namreč jezera ne bodo sanirali, bo tudi od njega čez nekaj desetletij ostalo le močvirje.

## Pesmi in legende

### Mór Jókai
V zvezi z nastankom nenavadnega jezera obstaja več pesmi in legend, ki se med seboj dopolnjujejo, pa tudi razločujejo.  Ne brez razloga pravi madžarski pisatelj in pravljičar Mór Jókai, da je to jezero najbolj opevano mesto na Sedmograškem:
 »Videl sem najbolj opevan kraj na Sedmograškem. Obstajajo pomembnejši, sijajnejši, privlačnejši pogledi med sedmograškimi pokrajinami, toda težko bi bilo najti veličastnejšega, kot je Jezero Svete Ane. V višini sedem tisoč čevljev nad morsko gladino, obdano okrog in okrog s tisoč dvesto čevlji visokimi hribi, ki tvorijo njegovo kotlino, v senci divjih gozdov se blesti okroglo, čudovito morsko oko, ki obsega četrtino orala. Njegova ravna zrcalasta površina odseva temnozelene gozdnate hribe, največji vihar ga ne razburka, nikoli se ne zapeni. Okoli počivajoče hribe k jezeru obrnjeno stran pokriva bor in bukev, a okrog jezerske obale kipijo kvišku smreke, kakor da bi hotele ujeti v okvir sijajno vodno gladino.«  

### Legenda o nastanku jezera
Med najbolj razširjenimi  legendami o nastanku nenavadnega jezera obstaja naslednja različica: 
V pradavnih časih je stal na mestu današnjega Jezera Svete Ane visok hrib, na vrhu katerega je stal grad. Nasproti njemu, uro hoda daleč, je stal na Malikovi gori tudi mogočen grad, katerega razvaline lahko še danes vidimo. V gradovih sta živela dva brata: Gašper in Aleksander, oba ošabna, prevzetna in polna nevoščljivosti, tako da nista trpela drug drugega. Složna pa sta si bila v tem, da sta izkoriščala, poniževala in mučila svoje podložnike. Vedno sta tekmovala in se bahala, kdo da ima več. Oba sta imela v svojih kleteh skrinje, polne zlata in srebra.
Nekega dne je prispel v Malikov grad mogočen gospod na čudoviti kočiji, ki je bila okrašena z zlatom, srebrom in dragulji, a vleklo jo je šest ognjevitih vrancev; prosil je Aleksandra za prenočišče. Gospodarju je zelo ugajala kočija in konji ter je prosil gosta, naj mu jih proda. V zameno mu je obljubil sedem vasi, toda gost o tem ni hotel niti slišati; četudi ga je zelo nadlegoval, je ostal nepopustljiv. Ko je graščak to videl, se je zatekel k zvijači. Pripravil je veliko zabavo, kjer je s kockanjem zadel kočijo. Drugega dne je bilo njegovo prvo opravilo, da obišče svojega brata. Brat je bil zelo nevoščljiv zaradi kočije; stavil je, da bo v enem dnevu nabavil še imenitnejšo kočijo in sicer ne s šestimi, ampak dvanajstimi konji.
Mlajši brat je zdaj bil v škripcih: ves dan je tuhtal, od kod naj vendar nabavi posebnejših dvanajstero konj. Zaman si je belil glavo – ničesar ni mogel najti. Naenkrat mu je prišla na pamet peklenska zamisel. Zapovedal je, naj v mesto pripeljejo najlepša okoliška dekleta. Ni minilo niti pol dneva, ko so prignali več sto deklet: najlepša med njimi je bila po imenu Ana. Najprej je izbral njo, pa še drugih enajst, in jih je vpregel v kočijo. Dekleta pa niso mogla težke kočije niti premakniti. Gospodarja je pograbila strašanska jeza in z bičem je udaril po Ani, ki je stala čisto spredaj. Iz snežno belega mesa je brizgnila kri in krik bolečine je odjeknil do visokih nebes. Graščak je Ano udaril drugič; takrat pa ga je Ana preklela, naj se pogrezne pod zemljo. V tistem trenutku je nebo potemnelo in med strašnim treskanjem se je grad podrl. Razvaline so se vedno bolj pogrezale, dokler ni vse zalila voda in je nastalo jezero.
Ko se je razburkana voda umirila, je na njej plavalo dvanajst labodov, v katere so se spremenile nedolžne device. Sredi jezera pa je v vrtincu strašil zmaj, v katerega se je spremenil hudobni graščak.
Labodi so ušli vrtincu ter so priplavali na obalo, se stresli in spremenili zopet v deklice. Vse so hitele domov v svoje vasi razen Ane, ki je zgradila na jezerski obali kapelo; v tej kapeli je ostanek svojega življenja preživljala v tihi molitvi. Ljudje so zvedeli za njeno sveto in spokorno življenje: začeli so prihajati od vsepovsod in se zbirali pri mali kapelici ter molili skupaj z deklico svetega življenja; po smrti pa so po njej imenovali to jezero Jezero Svete Ane.  Hudobni zmaj pa je premamil mnogo neprevidnih mladeničev in jih potegnil v jezerske globine.

Romunska Wikipedija pa prinaša o imenu tega jezera naslednjo legendo:
Nekoč bi se morala poročiti fant in dekle. Nevesti, ki bi morala postati žena bogatega ženina, je bilo ime Ana. V zakon so jo prisilili starši, ker so se polakomili fantovega bogastva; res da je bil zelo bogat, vendar dokaj surovega značaja. Na dan ohceti je ženin popeljal mlado s čolnom po jezeru. Ko je veslal, je ona – neplavalka – nenadoma skočila v jezero in utonila. Kljub iskanju njenega trupla niso našli vse do danes. Po tem dekletu je dobilo ime tudi jezero. Na praznik svete Ane je škof vsako leto blagoslovil jezero. 

## Galerija slik
- Ozadje kapele
- Pogled na jezero
- Kapela